# 奥田豊三
奥田 豊三（おくだ とよぞう、1908年（明治41年）1月20日 - 1983年（昭和58年）10月7日）は、参謀本部陸地測量部の測量官を務めた陸軍技師、内務官僚。第2代国土地理院長を務めた。

## 経歴
富山県富山市出身。第四高等学校理科甲類から1933年（昭和8年）3月31日東京帝国大学理学部天文学科学士試験合格後、東京天文台を経て、1942年（昭和17年）11月10日陸軍技師（高等官六等）に任官し陸地測量部付となる。
終戦を受け陸地測量部解体後、地理調査所を経て、1952年（昭和27年）理学博士（東京大学）、1961年（昭和36年）4月1日国土地理院長に就任。1962年（昭和37年）10月1日に国土地理院長を退官後は緯度観測所長、日本天文学会理事長、日本地図調製業協会会長を務めた。
1983年（昭和58年）10月7日に死去し、没後正四位に叙せられた。

## 栄典
- 1978年（昭和53年）4月29日 - 勲二等瑞宝章[7]
- 1983年（昭和58年）10月7日 - 従四位[5]
- 1983年（昭和58年）10月7日 - 正四位[6]